# Bjarni Lárusson
Bjarnólfur Lárusson, detto Bjarni (Vestmannaeyjar, 11 marzo 1976), è un ex calciatore islandese, di ruolo centrocampista. Nel 2011 ha avuto una breve parentesi come allenatore del Víkingur.

## Palmarès

### Club

#### Competizioni nazionali
- Úrvalsdeild: 1

ÍBV: 1997
- 1. deild karla: 1

ÍBV: 2008